# Colquhounia vestita
Colquhounia vestita là một loài thực vật có hoa trong họ Hoa môi. Loài này được Wall. mô tả khoa học đầu tiên năm 1824.